# Revolution (Little Steven)
Revolution è il quarto album solista di Little Steven, ed è stato pubblicato nel 1989.
Il genere è un rock con un'impronta elettronica molto marcata. Le tastiere suonate da Mark Alexander la fanno da padrone e si fondono ottimamente con ritmi funk, dalla movimentata "Where Do We Go From Here?" passando per la title track "Revolution", mentre "Education" ha un inizio che ricorda molto nella melodia un'altra canzone di Steven, "Bitter Fruit". "Love And Forgiveness" continua sulla scia delle precedenti, qui il lavoro di tastiere si fa ancora più intenso e si intreccia ottimamente con la particolare voce di Steven, creando una melodia molto suggestiva. Il ritmo reggae di "Leonard Peltier" e la ballata "Liberation Theology" ci riportano invece verso suoni più tradizionalmente vicini allo stile dell'artista americano, mentre il ritmo marziale di "Discipline", unica traccia con un vero riff di chitarra elettrica, chiude un disco che può senz'altro dichiararsi come il più sperimentale della carriera solista di Steve Van Zandt.

## Tracce
1. Where Do We Go From Here?
2. Revolution
3. Education
4. Balance
5. Love And Forgiveness
6. Newspeak
7. Sexy
8. Leonard Peltier
9. Liberation Theology
10. Discipline

## Band
- Steve Van Zandt - Voce, Chitarra, programmazione Drum Machine, Produttore.
- "Judge Fonkner" (Mark Alexander) - Tastiere e programmazione MIDI.
- Leslie Ming - Batteria e Percussioni.
- Warren McRae - Basso.
- Craig Derry - Cori.
- Will Downing - Cori.
- Danny Madden - Cori.
- Leslie Ming - Cori.
- Mark Ladford - Cori.